# Szólád
Szólád là một thị trấn thuộc hạt Somogy, Hungary. Thị trấn này có diện tích 19,98 km², dân số năm 2010 là 571 người, mật độ 29 người/km².